# فيرنر سبايس
فيرنر سبايس (بالألمانية: Werner Spies)‏ (و. 1937  م) هو مؤرخ الفن، وصحفي، وكاتب، وكاتب سيناريو، ومترجم، وأستاذ جامعي ألماني، ولد في توبينغن، هو عضوٌ في أكاديمية العلوم والفنون لشمال الراين - وستفاليا، والأكاديمية الأوروبية للعلوم والآداب.

## مناصب
تولى منصب مدير متحف
.

## التعليم
تعلم في جامعة بون
.

## جوائز
حصل على جوائز منها:
- نيشان صليب قائد فرسان من رتبة استحقاق جمهورية ألمانيا الاتحادية (2009)
- ميدالية جوته (2001)
- جائزة يوهان هاينريش ميرك [الإنجليزية]‏ (1979)
- وسام الاستحقاق في ولاية شمال الراين وستفاليا
- وسام الاستحقاق لبادن-فورتمبيرغ
- الدكتوراة الفخرية من جامعة برلين الحرة
- نيشان الاستحقاق الوطني من رتبة قائد
- وسام جوقة الشرف من رتبة قائد

## وصلات خارجية
- فيرنر سبايس على موقع IMDb (الإنجليزية)
- فيرنر سبايس على موقع مونزينجر (الألمانية)

- فيرنر سبايس في قاعدة بيانات الأفلام على الإنترنت